# 25698 Snehakannan
25698 Snehakannan è un asteroide della fascia principale. Scoperto nel 2000, presenta un'orbita caratterizzata da un semiasse maggiore pari a 2,3442022 UA e da un'eccentricità di 0,1668957, inclinata di 3,61360° rispetto all'eclittica.	